# Момо (певица)
Вижте пояснителната страница за други личности с името Момо.
Момо Хирай, по-известна като Момо, (на японски: 平井もも; на корейски: 모모), е японска певица, рапърка и танцьорка. Тя е член на южнокорейската момичешка група „Twice“, формирана от JYP Entertainment.

## Ранен живот
Момо е родена в Киото, Япония. Има сестра, която е по-голяма с 2 години. Започва да танцува на тригодишна възраст, за да подражава на сестра си.

## Кариера

### Преди дебюта
Момо има ранни участия в Южнокорейската музикална индустрия, появявайки се във видеоклип на Lexy (изпълнителка) през 2008 г. и на шоуто за таланти Superstar K през 2011 г. Момо и сестра ѝ са забелязани от JYP Entertainment в онлайн видео през 2012 г. И двете са поканени за прослушване, но само по-малката успява. Това я подтиква да се премести в Южна Корея през април 2012 г. Преди да се присъедини към „Twice“ тя танцува в няколко видеоклипа на песни, като „Kpop trainee“. През 2015 г. Момо участва в южнокорейското риалити шоу Sixteen, чийто домакини са JYP Entertainment и е копродуцирано от Mnet. Въпреки че в началото е елиминирана от състезанието, накрая ѝ е разрешено да се присъедини към новоформиралата се група „Twice“.

### Кариера с Twice
През октомври 2015 г. Момо официално дебютира като член на „Twice“, с техния първи албум, The Story Begins. Официалният дебют на Момо с групата „Twice“ е през 2015 г. с песента The story begins. По-късно пускат песента I'm think I'm crazy, а през октомври същата година издават първия си албум The Story Begins. Водещият сингъл в него Like Ooh-Ahh е първата кей-поп дебютна песен, достигнала 100 милиона гледания в YouTube. През 2016 година издават синглите Touch down, I'm gonna be a star и Cheer Up.

### Разпознаване
В годишната музикална анкета на Gallup Korea за 2018 г., Момо е на 20-о място за най-популярен идол в Южна Корея. Тя е една от най-известните кей-поп звезди, които не са от Корея. Нейната популярност дори допринася за изграждането на връзка между Япония и Южна Корея. Момо е и най-добрата танцьорка на „Twice“ и за това е наречена „машина за танци“.

## Дискография

### Кредити за писане на песни
| Година | Песен                 | Албум         | Със                                           |
| ------ | --------------------- | ------------- | --------------------------------------------- |
| 2018   | „Shot Thru the Heart“ | Summer Nights | Sana, Mina                                    |
| 2018   | „Hot“                 | Fancy You     | Kang Eun-jeong                                |
| 2019   | „Love Foolish“        | Feel Special  | Shim Eunji                                    |
| 2019   | „21:29“               | Feel Special  | всички членове на „Twice“                     |
| 2022   | „Celebrate“           | Celebrate     | J. Y. Park, всички членове на „Twice“, Co-sho |

## Филмография

### Телевизионни предавания
| Година | Заглавие      | Мрежа | Роля                      |
| ------ | ------------- | ----- | ------------------------- |
| 2015   | Sixteen       | Mnet  | състезател                |
| 2016   | Hit the Stage | Mnet  | състезател (епизод 1 – 4) |

### Хостинг на събития
| Година | Заглавие                  | Партньор(и)                      | Мрежа   |
| ------ | ------------------------- | -------------------------------- | ------- |
| 2016   | Suwon K-Pop Super Concert | Kim Hee-chul, Zhou Mi, Chaeyoung | SBS MTV |